# Teoría X y teoría Y

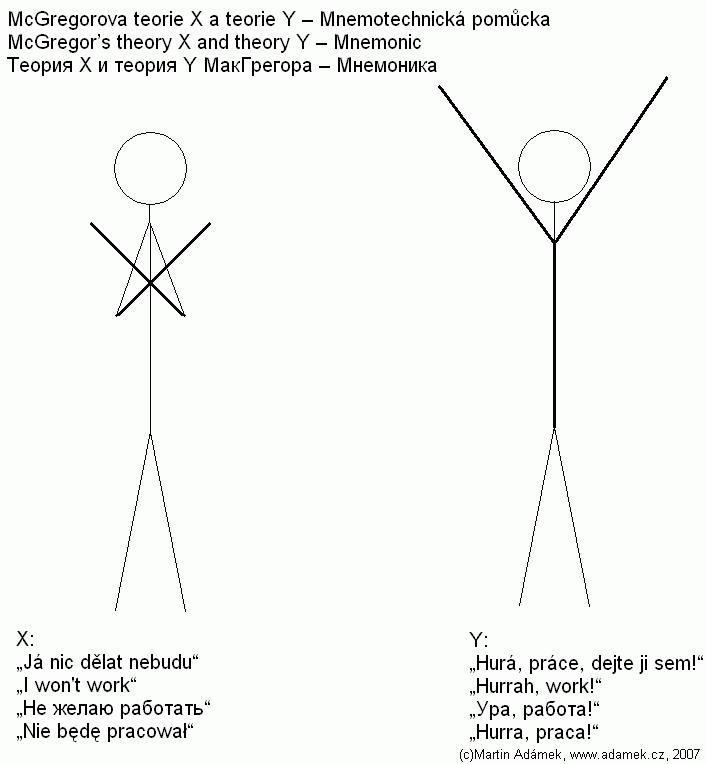
Imagen ilustrativa de la teoría X y la teoría Y

La teoría X y la teoría Y son dos teorías contrapuestas de dirección definidas por Douglas McGregor en su obra El lado humano de las organizaciones, en la década de 1960 en la MIT Sloan School of Management. Esta teoría ha sido usada en el sistema de administración de recursos humanos, el  comportamiento organizacional, la comunicación organizacional  y el desarrollo organizacional. En ella se describen dos modelos contrastantes de motivación basada en la fuerza laboral. Representan dos visiones distintas del trabajo y las formas de dirección.
El creador de las teorías "X" e "Y", McGregor, es uno de los personajes más influyentes en la gestión de recursos humanos. Sus enseñanzas tienen aún hoy bastante aplicación a pesar de haber soportado el peso de más de cinco décadas de teorías y modelos gerenciales. En su obra El lado humano de las organizaciones (1960) describe dos formas de pensamiento en los directivos a las que denominó "teoría X" y "teoría Y". Son dos teorías contrapuestas de dirección; en la primera, los directivos consideran que los trabajadores sólo actúan bajo amenazas, y en la segunda, los directivos se basan en el principio de que la gente quiere y necesita trabajar.

## Teoría X
La teoría x  lleva implícitos los supuestos del modelo de Taylor, y presupone que el trabajador es pesimista, estático, rígido y con aversión innata al trabajo evitándolo si es posible. El director piensa que, por término medio, los trabajadores son poco ambiciosos, buscan la seguridad, prefieren evitar responsabilidades.

## Teoría Y
La teoría Y, por el contrario, se caracteriza por considerar al trabajador como el activo más importante de la empresa. A los trabajadores se les considera personas optimistas, dinámicas y flexibles. Se cree que los trabajadores disfrutan su trabajo físico y mental, actuando como si fuera un juego o mejor dicho como algo que se disfruta para ellos. Los trabajadores también poseen la habilidad para resolver cualquier tipo de problema que se dé, de una manera creativa, pero este tipo de talento es desaprovechado en muchas de las organizaciones al dar estas las normas, reglas y restricciones de cómo trabajar dejando al trabajador sin libertad. 
El directivo piensa, por término medio, respecto a los trabajadores que:
- La inversión de esfuerzo físico y mental en el trabajo es tan natural como el descanso y el juego.
- Las personas ejercen autodirección y autocontrol al servicio de objetivos con los que se sienten comprometidos.
- El grado de compromiso con los objetivos se da en proporción con la magnitud de las recompensas que se asocian con sus logros.
- Los seres humanos aprenden a aceptar y a buscar responsabilidades.
- Las personas tienen capacidad de ejercer un grado elevado de imaginación y creatividad en la solución de problemas.
- En las condiciones de la vida industrial moderna solo se utiliza de forma parcial las potencialidades de los seres humanos.

Y considera que, para alcanzar los objetivos de la empresa, él debe:
- Considerar al individuo maduro y responsable.
- Considerar que el trabajador ejercerá un estilo de dirección participativo, democrático, basado en la autodirección y autocontrol y con escaso control externo.

La teoría Y está basada en que la persona que se encuentre al mando cree que dando las condiciones apropiadas para trabajar la mayoría de las personas trabajarán bien y tendrán un buen desempeño. También cree que la satisfacción que deja el realizar bien un trabajo ya sea mental o por el uso de fuerza, es un factor de motivación.

## Comparativa entre la teoría X y la teoría Y
McGregor identificó la teoría X y la teoría Y como diferentes por las características antes mencionadas en las dos secciones pasadas. La teoría X asume que a los individuos no les gusta su profesión y se debe tener una supervisión en las acciones realizadas por los trabajadores. Por otra parte en la teoría Y se asume que a los individuos les gusta su profesión y están dispuestos a tomar ciertas responsabilidades, al contrario que en la teoría X, los trabajadores no necesitan de supervisión y se espera que se conviertan en una buena fuerza productiva laboral.
| Supuestos de la teoría X                                       | Supuestos de la teoría Y                                                                                          |
| -------------------------------------------------------------- | --- |
| 1. Trabajan lo menos posible.                                  | 1. Consideran al trabajo natural como el juego.                                                                   |
| 2. Carecen de ambición.                                        | 2. Se auto dirigen hacia la consecución de los objetivos que se les confían.                                      |
| 3. Evitan responsabilidades.                                   | 3. En ciertas condiciones, buscan responsabilidades.                                                              |
| 4. Prefieren que las manden.                                   | 4. Tienen imaginación y creatividad.                                                                              |
| 5. Se resisten a los cambios.                                  | 5. Sienten motivación y desean perfeccionarse.                                                                    |
| 6. Son crédulas y están mal informadas.                        | 6. Asumen los objetivos de la empresa si reciben compensaciones por lograrlos.                                    |
| 7. Haría muy poco por la empresa si no fuera por la dirección. | 7. Asumen los objetivos de la empresa si reciben compensación por lograrlos, sobre todo reconociendo los méritos. |

### Teoría de Sahin delleader-member exchange
Haciendo un acercamiento basado en los empleados, la relación que se sostiene entre los supervisores y los “subordinados”, también llamados trabajadores y la calidad de la relación entre estos dos es descrita por Sahin como un intercambio líder-miembro (leader-member exchange). Lo que esta teoría señala en contra de McGregor es que «los líderes desarrollan relaciones únicas con cada subordinado, y la calidad de esta relación es un factor determinante de cómo se tratará al subordinado».
Además, los trabajadores o subordinados desarrollan sentimientos de compromiso afectivo si reciben atención por parte de sus supervisores, vigilándonos todo el tiempo y dándoles también importancia.
- McGregor identifica a las personas basado en dos teorías posibles, la teoría X y la teoría Y. Por otra parte, Sahin muestra un acercamiento diferente a través de su estudio de la teoría LMX, y muestra cómo los diferentes estilos utilizados por la administración pueden variar en ambas teorías.[1]
- En cambio, la teoría X resalta el tener una supervisión estricta hacia los trabajadores y la cadena de mando y motivación para los subordinados basada en recompensas extrínsecas. Por lo tanto, los trabajadores que son supervisados en demasía por lo general no tienen una buena relación con su supervisor. Se mantienen a distancia y no hay una relación laboral de calidad.[1]

## Jerarquía de McGregor y Maslow
La teoría X y la teoría Y hacen referencia a la pirámide de Maslow en cómo el comportamiento humano y la motivación son las principales prioridades en el espacio laboral, a fin de maximizar las salidas. En relación con la teoría Y, la organización trata de crear una relación simbiótica entre el gerente y el trabajador, en el que encaja la necesidad de autorrealización y estima. Para la autorrealización, el gerente debe promover un óptimo lugar de trabajo en la que encaja la moral, la creatividad, la espontaneidad, la solución de problemas, la minimización de daños y por último la aceptación de los hechos.